# Xenillidae
Xenillidae é uma família de ácaros pertencentes à ordem Sarcoptiformes.
Géneros:
- Choixenillus Subías, 2016
- Neoxenillus Fujikawa, 2004
- Stenoxenillus Woolley & Higgins, 1966
- Stonyxenillus Woolley & Higgins, 1966
- Xenilloides Pérez-Íñigo & Baggio, 1989
- Xenillus Robineau-Desvoidy, 1839